# Kröpelin
Kröpelin è una città nel circondario di Rostock, nel Land Meclemburgo-Pomerania Anteriore.

## Storia
Le prime notizie sulla città si hanno nel 1177, col nome di Crapelin.

## Geografia fisica
È situata 9 km a sud-ovest di Bad Doberan, 11 a sud di Kühlungsborn, 13 a sud di Heiligendamm e 23 km a ovest di Rostock.

Il comune si suddivide in 17 frazioni (Ortsteile):
|                                                                                     |                                                                       |                                                                                 |
| - Altenhagen - Boldenshagen - Brusow - Brusow Ausbau - Detershagen - Diedrichshagen | - Einhusen - Groß Siemen - Hanshagen - Horst - Hundehagen - Jennewitz | - Klein Nienhagen - Klein Siemen - Parchow Ausbau - Schmadebeck - Wichmannsdorf |

## Amministrazione

### Gemellaggi
Kröpelin è gemellata con:
- Arnage
- Hude (Oldb)
- Schwarmstedt
- Włoszakowice